# ニマ・ナキサ
ニマ・ナキサ（Nima Nakisa、1975年5月1日 - ）は、イランの元サッカー選手。元イラン代表。ポジションはゴールキーパー。

## 来歴
1996年11月にイラン代表デビュー。翌月のAFCアジアカップ1996では5試合に出場、3位となった。1998 FIFAワールドカップにも出場した。イラン代表で13試合に出場した。

## 代表歴

### 出場大会
- イラン代表
  - 1998 FIFAワールドカップ

### 試合数
- 国際Aマッチ 13試合 0得点（1996年-1998年）[1]

| イラン代表 | 国際Aマッチ | 国際Aマッチ |
| 年         | 出場        | 得点        |
| ---------- | ----------- | ----------- |
| 1996       | 6           | 0           |
| 1997       | 2           | 0           |
| 1998       | 5           | 0           |
| 通算       | 13          | 0           |